# Oakland Coliseum (stadion)
Het Oakland Coliseum voorheen bekend onder de namen Oakland-Alameda County Coliseum (1966 - 1998, 2008 - april 2011, 2016 - 2019), Network Associates Coliseum (1998 - 2004), McAfee Coliseum (2004 - 2008),  Overstock.com Coliseum (mei 2011), O.co Coliseum (2011 - 2016) en het RingCentral Coliseum (2019 - 2020), is een multifunctioneel stadion in de Amerikaanse stad Oakland (Californië). Zowel de honkbalspelers van Oakland Athletics (MLB) als de Americanfootballspelers van de Oakland Raiders (NFL) hadden er hun thuishaven. De Oakland Raiders vertrokken met ingang van het seizoen 2020 naar Las Vegas, en voor de Oakland Athletics was 2024 het laatste seizoen. Zij spelen met ingang van het seizoen 2025 tijdelijk in Sacramento (Californië), voordat ook zij definitief naar Las Vegas verhuizen. In 1987 werd de Major League Baseball All-Star Game in dit stadion gehouden.
De capaciteit bedraagt 35.067 voor honkbal, 63.132 voor American football en tussen 47.416 en 63.142 voor voetbal. Er zijn 6.300 "club" zitplaatsen en 143 luxesuites.
Ook de naburige Oakland Arena behoort tot het Oakland-Alameda County Coliseum complex.

## CONCACAF Gold Cup
Tijdens de CONCACAF Gold Cup van 1998 en 2009 was dit stadion een van de stadions waar voetbalwedstrijden werden gespeeld.
| 1 | 1 februari 1998 | Honduras – Trinidad en Tobago | 1 – 3 | Groepsfase | 11.234 |  |  |
| 2 | 1 februari 1998 | Verenigde Staten – Cuba       | 3 – 0 | Groepsfase | 11.234 |  |  |
| 3 | 4 februari 1998 | Mexico – Trinidad en Tobago   | 4 – 2 | Groepsfase | 17.256 |  |  |
| 4 | 4 februari 1998 | Costa Rica – Cuba             | 7 – 2 | Groepsfase | 17.256 |  |  |
| 5 | 7 februari 1998 | Mexico – Honduras             | 2 – 0 | Groepsfase | 36.240 |  |  |
| 6 | 7 februari 1998 | Verenigde Staten – Costa Rica | 2 – 1 | Groepsfase | 36.240 |  |  |
|   |                 |                               |       |            |        |  |  |
| 7 | 5 juli 2009     | Panama – Guadeloupe           | 1 – 2 | Groepsfase | 32.700 |  |  |
| 8 | 5 juli 2009     | Nicaragua – Mexico            | 0 – 2 | Groepsfase | 32.700 |  |  |